# Saleniidae
De Saleniidae zijn een familie van zee-egels (Echinoidea) uit de orde Salenioida.

## Geslachten
- Bathysalenia Pomel, 1883
- Holosalenia Smith & Wright, 1990 †
- Leptosalenia Smith & Wright, 1990 †
- Novasalenia Zitt & Geys, 2003 †
- Platysalenia Smith & Wright, 1990 †
- Pleurosalenia Pomel, 1883 †
- Salenia Gray, 1835
- Salenidia Pomel, 1883 †
- Salenocidaris A. Agassiz, 1869